# Katherine Langford
Pour les articles homonymes, voir Langford.
Katherine Langford, née le 29 avril 1996 à Perth (Australie), est une actrice australienne.
Elle est principalement connue pour son rôle de Hannah Baker dans la série télévisée 13 Reasons Why et celui de Leah Burke dans le film Love, Simon. Depuis 2020, elle tient le rôle de Nimue dans la série Cursed : La Rebelle, diffusée sur Netflix.

## Biographie

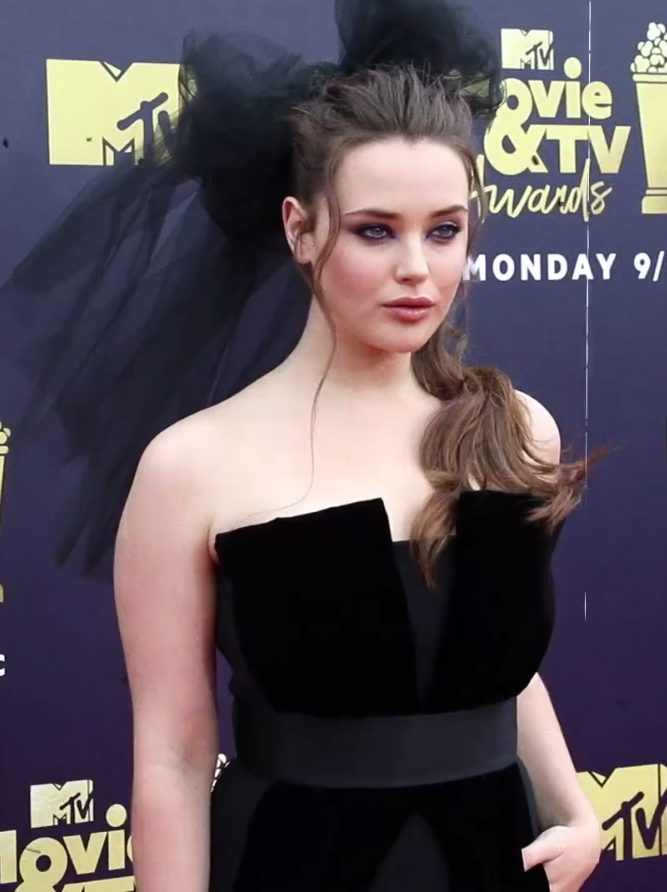
Katherine Langford au MTV Movie & TV Awards 2018.

### Jeunesse et carrière
Katherine Langford naît le 29 avril 1996 à Perth (Australie). Katherine est la fille d'Elisabeth et Stephen Langford, tous deux médecins volants, et a une petite sœur nommée Josephine Langford. Alors qu'elle est lycéenne, Katherine Langford fait partie de l'équipe de natation de son lycée. Elle abandonne ce sport pour apprendre le piano après avoir assisté à un concert de la chanteuse Lady Gaga qui lui a donné envie de devenir une artiste. Après le lycée, alors que ses parents la croient à l'université, elle travaille et engage un agent qui l'aide à passer des auditions.
Son premier rôle principal est celui de l'adolescente Hannah Baker dans 13 Reasons Why, série de Netflix, qui diffuse la saison 1 à partir du 31 mars 2017. La saison 2 est disponible depuis le 18 mai 2018, mais Hannah Baker n'est plus la narratrice.
Le 12 septembre 2018, elle obtient le rôle principal de la série dramatique Cursed à venir sur Netflix en 2020, inspiré d'un livre qui revisite la légende arthurienne. La série retracera le destin d'une jeune fille dans un univers réinventé.
En 2018, Katherine Langford obtient le rôle de Leah Burke dans son premier film Love, Simon.
Katherine est très proche du casting de la série Riverdale, notamment Lili Reinhart et Camilla Mendes.
Depuis 2020, Katherine fait partie des égéries de L'Oréal.

## Filmographie

### Cinéma
Longs métrages
- 2018 : Love, Simon de Greg Berlanti : Leah Burke
- 2018 : The Misguided de Shannon Alexander : Vesna
- 2019 : Avengers : Endgame de Anthony et Joe Russo : Morgan Stark adulte (scène coupée)
- 2019 : À couteaux tirés (Knives Out) de Rian Johnson : Meg Thrombey
- 2020 : Adolescence explosive (Spontaneous) de Brian Duffield : Mara Carlye

Courts métrages
- 2016 : Story of Miss Oxygen de Rakib Erick : Miss Reflection
- 2016 : Daughter de Sarah Jayne : Scarlett
- 2016 : Imperfect Quadrant de Pann MuruJaiyan : Ruby

### Télévision

#### Séries télévisées
- 2017 - 2018 : 13 Reasons Why de Brian Yorkey et Jay Asher : Hannah Baker (saison 1 et 2)
- 2018 : Robot Chicken de Seth Green et Matthew Senreich : Steffy, épouse, mariée (saison 9, épisode 19 - voix)
- 2020 : Cursed : la rebelle (Cursed) de Frank Miller et Tom Wheeler : Nimue (10 épisodes)
- 2022 : Savage River de Jocelyn Moorhouse : Miki Anderson
- 2023 : The Venery of Samantha Bird de Anna Moriarty : Samantha Bird (sortie annulée)

## Théâtre
- 2024 - 2025 : Cabaret mis en scène par Rebecca Frecknall au Kit Kat Club à Londres : Sally Bowles

## Distinctions
Sauf indication contraire, les informations mentionnées dans cette section peuvent être confirmées par la base de données cinématographiques IMDb,  présente dans la section « Liens externes ».
| Année | Prix                                     | Catégorie                                                                   | Nomination         | Résultat   |
| ----- | ---------------------------------------- | --------------------------------------------------------------------------- | ------------------ | ---------- |
| 2017  | Australians in Film Awards               | Récompense de Screen Australia Breakthrough                                 | Katherine Langford | Lauréat    |
| 2017  | Gold Derby Awards                        | Meilleure révélation de l'année                                             | Katherine Langford | Nomination |
| 2018  | 22e cérémonie des Satellite Awards       | Meilleure actrice dans une série télévisée dramatique ou une série de genre | 13 Reasons Why     | Nomination |
| 2018  | Golden Globes                            | Golden Globe de la meilleure actrice dans une série télévisée dramatique    | 13 Reasons Why     | Nomination |
| 2018  | MTV Movie & TV Awards 2018               | Meilleure performance dans une série télévisée                              | 13 Reasons Why     | Nomination |
| 2018  | 44e cérémonie des People's Choice Awards | Star de série télévisée dramatique de l'année                               | 13 Reasons Why     | Nomination |